# Тамды (Жамбылская область)
Тамды (каз. Тамды) — село в Таласском районе Жамбылской области Казахстана. Административный центр Тамдинского сельского округа. Находится примерно в 11 км к востоку от районного центра, города Каратау. Код КАТО — 316245100.

## Население
В 1999 году население села составляло 1719 человек (864 мужчины и 855 женщин). По данным переписи 2009 года, в селе проживали 1603 человека (813 мужчин и 790 женщин).